# Jervis Johnson
Pour les articles homonymes, voir Johnson.
Jervis Johnson (né en 1959) est un auteur britannique de jeu de figurines.
Jervis Johnson est connu pour ses jeux de figurines créés pour Games Workshop. Il est en particulier l'auteur de Blood Bowl (dont la 3e édition a été récompensé par un  Origins Award, catégorie Best Miniatures Rules). Devenu culte, ce jeu a été adapté en jeu vidéo ; Jervis Johnson a participé à l'adaptation des règles.

## Ludographie
- Blood Bowl
- Dungeonquest